# Говорова, Татьяна Николаевна
Татьяна Николаевна Говорова (10 сентября 1940, Кишинёв — 9 марта 2025, Москва) — советская и российская актриса театра и кино, артистка Московского драматического театра имени М. Н. Ермоловой (1961—2025). Заслуженная артистка РСФСР (1986).

## Биография
Родилась 10 сентября 1940 года в Кишинёве.
Окончила драматическую студию при Центральном детском театре (курс Марии Кнебель) в 1961 году. Работала в Центральном детском театре.
В 1961 году пришла в Московский драматический театр имени М. Н. Ермоловой, в котором прослужила до своей кончины. Там же в мае 1965 года встретила свою единственную любовь — актёра Виктора Павлова, с которым прожила в браке 40 лет.
Сниматься в кино начала с 1969 года. Снималась в основном в фильмах со своим мужем - из 28 фильмов в которых она снималась - только 5 без его участия.
В 1986 году присвоено почётное звание заслуженной артистки РСФСР.
Скончалась вечером 9 марта 2025 года на 85-м году жизни в Москве в машине скорой помощи. По некоторым данным, причиной смерти стала сердечная недостаточность. Похоронена на Кунцевском кладбище рядом с мужем, актёром Виктором Павловым.

## Личная жизнь
- Муж (в браке с 1966 по 2006) — Виктор Павлович Павлов (1940—2006), актёр, народный артист Российской Федерации[8].
  - Дочь — Александра Викторовна Павлова (род. 1967), врач.
    - Внучка — Наталья (род. 1997), стоматолог.

## Творчество

### Театральные работы
Московский драматический театр имени М. Н. Ермоловой:
- «Суббота, воскресенье, понедельник» Э. де Филиппо. Режиссёр: А. Шатрин. 1962. — Вирджиния
- «Время и семья Конвей» Д. Пристли. Режиссёр: Л. Галлис. 1965. — Джоан
- «Теория невероятности» М. Анчарова. Режиссёры: В. Комиссаржевский, Я. Губенко. 1966. — Катя
- «Бал воров» Ж. Ануя. Режиссёр: В. Андреев. 1966. — Джульета
- «Месяц в деревне» И. Тургенева. Режиссёр: Е. Еланская. 1968. — Верочка
- «Прошлым летом в Чулимске» А. Вампилова. Режиссёры: В. Андреев, Ф. Веригина. 1974. — Кашкина
- «Крейцерова соната» Л. Толстого. Режиссёр: В. Андреев. 1978. — Полина
- «Всё могут короли» С. Михалкова. Режиссёр: Г. Косюков. 1984. — Серафима Васильевна
- «Как люблю я вас!» по пьесе А. Толстого «Касатка». Режиссёр: В. Левертов. 1993. — Варвара Долгова
- «Пеппи Длинныйчулок» по повести А. Линдгрен (инсценировка С. Лунгина и И. Нусинова). Режиссёр: А. Конышев. 2006. — Фру Сетертен
- «Мы не одни, дорогая!» Р. Куни, Дж. Чэпмен. Режиссёр: Ю. Васильев. 2007. — Мисс Браун
- «Счастливчики» по пьесе «Extasy rave» К. Денниг в переводе и сценической редакции В. Печейкина. Режиссёр: О. Меньшиков. 2016. — Михаэла

### Фильмография
- 1969 — Страницы живые (фильм-спектакль) — чтец
- 1970 — Не зарастёт народная тропа (фильм-спектакль) — участие
- 1970 — Ночная смена — Ольга, крановщица
- 1971 — Слушайте на той стороне — Шурочка, санинструктор
- 1971 — Суббота, воскресенье, понедельник (фильм-спектакль) — Вирджиния
- 1972 — День за днём (11-я, 15-я, 16-я серия) — Света, телефонистка
- 1972 — Теория невероятности (фильм-спектакль) — Катя
- 1973 — Назначение — Евдокия
- 1974 — Время и семья Конвей (фильм-спектакль) — Джоан Фелфорт
- 1974 — Незнакомый наследник — рабочая
- 1976 — Строговы — Ксения Бакулина
- 1977 — Журавль в небе — жена Ильи
- 1977 — Странная женщина — Тамара, сестра Жени
- 1980 — Личной безопасности не гарантирую — жена Служки
- 1980 — Последний побег — Кутепова, мать Саши
- 1981 — Белый танец — Настя
- 1981 — Деревенская история — Квасова, доярка
- 1984 — Ольга и Константин — Нина, новая жена бывшего мужа Ольги
- 1985 — Грубая посадка — член государственной комиссии
- 1988 — Операция «Вундерланд» — Тася, жена стармеха, кок
- 1990 — Адвокат — Марья Николаевна
- 1990 — Кошмар в сумашедшем доме — мама Анжелики, жена Филиппа Ивановича, тётя Виктора — главная роль
- 1990 — Рок-н-ролл для принцесс — фрейлина королевы
- 1991 — Глухомань — Люба
- 1992 — А спать с чужой женой хорошо!? — официантка
- 1993 — Я сама — тётя Лина, мачеха Андрея
- 1995 — Домовник и кружевница — Лида, жена Василия Семёновича
- 1997 — На заре туманной юности — мать Дуняши
- 1999 — Святой и грешный — участие
- 2000 — В августе 44-го… — регулировщица
- 2002 — Убойная сила-4 (второй фильм) — продавец

## Звания и награды
- Заслуженная артистка РСФСР (23 декабря 1986)[5].
- театральная премия «Московского комсомольца» за роль в спектакле «Счастливчики»[17].